# Seznam kulturních památek v Jihlavě
Tento seznam nemovitých kulturních památek ve městě Jihlava v okrese Jihlava vychází z  Ústředního seznamu kulturních památek ČR, který na základě zákona č. 20/1987 Sb., o státní památkové péči, vede Národní památkový ústav jako ústřední organizace státní památkové péče. Údaje jsou průběžně upřesňovány, přesto mohou obsahovat i řadu věcných a formálních chyb a nepřesností či být neaktuální. 
Pokud byly některé části dotčeného území vyčleněny do samostatných seznamů, měly by být odkazy na tyto dílčí seznamy uvedeny v úvodu tohoto seznamu nebo v úvodu příslušné sekce seznamu.

## Jihlava (sídelní útvar)

### Jihlava (evidenční část obce)
Viz Seznam kulturních památek v Jihlavě – část Jihlava.
Historické jádro viz Seznam kulturních památek v Jihlavě – historické jádro.

#### Bedřichov u Jihlavy
Katastrální území Bedřichov u Jihlavy patří k evidenční části Jihlava a MonumNet jej počítá i jako součást sídelního útvaru Jihlava.
|  | Kategorie „Smírčí kámen (Bedřichov u Jihlavy) “ na Wikimedia Commons | Hledat fotografie a kategorie ve Wikimedia Commons podle rejstříkového čísla památky | Nahrát snímek k tomuto tématu do úložiště Wikimedia Commons |  |

|  | Kategorie „Pylon (Jihlava, Pávovská) “ na Wikimedia Commons | Hledat fotografie a kategorie ve Wikimedia Commons podle rejstříkového čísla památky | Nahrát snímek k tomuto tématu do úložiště Wikimedia Commons |  |

|  | Kategorie „Kutiště na Šacberku “ na Wikimedia Commons | Hledat fotografie a kategorie ve Wikimedia Commons podle rejstříkového čísla památky | Nahrát snímek k tomuto tématu do úložiště Wikimedia Commons |  |

### Horní Kosov
MonumNet započítává Horní Kosov k sídelnímu útvaru Jihlava.
|  | Kategorie „Kaple (Horní Kosov)‎ “ na Wikimedia Commons | Hledat fotografie a kategorie ve Wikimedia Commons podle rejstříkového čísla památky | Nahrát snímek k tomuto tématu do úložiště Wikimedia Commons |  |

|  | Kategorie „Krucifix a pamětní kámen (Horní Kosov) “ na Wikimedia Commons | Hledat fotografie a kategorie ve Wikimedia Commons podle rejstříkového čísla památky | Nahrát snímek k tomuto tématu do úložiště Wikimedia Commons |  |

|  | Kategorie „Boží muka v Lipové ulici (Horní Kosov) “ na Wikimedia Commons | Hledat fotografie a kategorie ve Wikimedia Commons podle rejstříkového čísla památky | Nahrát snímek k tomuto tématu do úložiště Wikimedia Commons |  |

|  | Kategorie „Boží muka na Lysé (Horní Kosov) “ na Wikimedia Commons | Hledat fotografie a kategorie ve Wikimedia Commons podle rejstříkového čísla památky | Nahrát snímek k tomuto tématu do úložiště Wikimedia Commons |  |

### Staré Hory
MonumNet započítává Staré Hory k sídelnímu útvaru Jihlava.
|  | Kategorie „Sloup se sochou Panny Marie (Staré Hory)‎ “ na Wikimedia Commons | Hledat fotografie a kategorie ve Wikimedia Commons podle rejstříkového čísla památky | Nahrát snímek k tomuto tématu do úložiště Wikimedia Commons |  |

|  |  | Hledat fotografie a kategorie ve Wikimedia Commons podle rejstříkového čísla památky | Nahrát snímek k tomuto tématu do úložiště Wikimedia Commons |  |

### Hruškové Dvory
MonumNet započítává Hruškové Dvory k sídelnímu útvaru Jihlava.
|  |  | Hledat fotografie a kategorie ve Wikimedia Commons podle rejstříkového čísla památky | Nahrát snímek k tomuto tématu do úložiště Wikimedia Commons |  |

|  |  | Hledat fotografie a kategorie ve Wikimedia Commons podle rejstříkového čísla památky | Nahrát snímek k tomuto tématu do úložiště Wikimedia Commons |  |

## Hosov
|  | Kategorie „Chapel of the Holy Family (Hosov) “ na Wikimedia Commons | Hledat fotografie a kategorie ve Wikimedia Commons podle rejstříkového čísla památky | Nahrát snímek k tomuto tématu do úložiště Wikimedia Commons |  |

|  | Kategorie „Column shrine in Hosov “ na Wikimedia Commons | Hledat fotografie a kategorie ve Wikimedia Commons podle rejstříkového čísla památky | Nahrát snímek k tomuto tématu do úložiště Wikimedia Commons |  |

|  |  | Hledat fotografie a kategorie ve Wikimedia Commons podle rejstříkového čísla památky | Nahrát snímek k tomuto tématu do úložiště Wikimedia Commons |  |

|  |  | Hledat fotografie a kategorie ve Wikimedia Commons podle rejstříkového čísla památky | Nahrát snímek k tomuto tématu do úložiště Wikimedia Commons |  |

|  |  | Hledat fotografie a kategorie ve Wikimedia Commons podle rejstříkového čísla památky | Nahrát snímek k tomuto tématu do úložiště Wikimedia Commons |  |

## Pístov
|  | Kategorie „Chapel in Pístov (Jihlava) “ na Wikimedia Commons | Hledat fotografie a kategorie ve Wikimedia Commons podle rejstříkového čísla památky | Nahrát snímek k tomuto tématu do úložiště Wikimedia Commons |  |

|  |  | Hledat fotografie a kategorie ve Wikimedia Commons podle rejstříkového čísla památky | Nahrát snímek k tomuto tématu do úložiště Wikimedia Commons |  |

|  |  | Hledat fotografie a kategorie ve Wikimedia Commons podle rejstříkového čísla památky | Nahrát snímek k tomuto tématu do úložiště Wikimedia Commons |  |

## Popice
| Památka                       | Fotografie                                                       | Rejstříkové číslo v ÚSKP                                                             | Sídelní útvar                                               | Poloha                                                   | Popis a poznámky                                              |
| ----------------------------- | ---------------------------------------------------------------- | ------------------------------------------------------------------------------------ | ----------------------------------------------------------- | -------------------------------------------------------- | ------------------------------------------------------------- |
| Kaple Panny Marie (Q38050224) | \| \| \| \| \| \|                                                | 34124/7-5067 Pam. katalog MIS                                                        | Popice                                                      | náves, parc. st. 7 49°21′2,41″ s. š., 15°32′28,39″ v. d. | Kaple P. Marie · Zapsáno do státního seznamu před rokem 1988. |
|                               | Kategorie „Chapel of Virgin Mary (Popice) “ na Wikimedia Commons | Hledat fotografie a kategorie ve Wikimedia Commons podle rejstříkového čísla památky | Nahrát snímek k tomuto tématu do úložiště Wikimedia Commons |                                                          |                                                               |

## Zborná
| Památka                                 | Fotografie        | Rejstříkové číslo v ÚSKP                                                             | Sídelní útvar                                               | Poloha                                                            | Popis a poznámky |
| --------------------------------------- | ----------------- | ------------------------------------------------------------------------------------ | ----------------------------------------------------------- | ----------------------------------------------------------------- | --- |
| Sloup se sochou Ecce Homo (Q38227393) · | \| \| \| \| \| \| | 53432/7-5422 Pam. katalog MIS                                                        | Zborná                                                      | v poli při silnici, parc. 268 49°26′4,1″ s. š., 15°34′8,09″ v. d. | sloup se sochou Ecce Homo · Poznámka: Parcela 268 je rozdělena na mnoho dílů. Ty tvoří pás cesty od severozápadního kraje Zborné (čp. 76) na západ k silnici III/1311. · Zapsáno do státního seznamu před rokem 1988. · Památková ochrana zrušena 19. srpna 1983. |
|                                         |                   | Hledat fotografie a kategorie ve Wikimedia Commons podle rejstříkového čísla památky | Nahrát snímek k tomuto tématu do úložiště Wikimedia Commons |                                                                   | |